# Либерально-консервативная партия (Канада)
Либера́льно-консервати́вная па́ртия (англ. Liberal-Conservative Party) — официальное название Консервативной партии Канады до 1873. Однако многие консервативные кандидаты продолжали выдвигаться под таким обозначением вплоть до выборов 1911; и наоборот, некоторые другие кандидаты выставлялись просто как консерваторы даже до 1873. На некоторых первых выборах в Канаде были одновременно и либерально-консервативные, и консервативные кандидаты. Однако разница между ними заключалась лишь в наименовании членов одной и той же партии: и консервативные, и либерально-консервативные кандидаты обычно входили в правительство Джона А. Макдональда без какого-либо соперничества. Для кандидата было самым обычным делом на одни выборы выдвинуть свою кандидатуру под одним названием, а на следующие — под другим.
Название происходит от Великой коалиции 1864, когда различные тори и реформисты объединились для создания канадской конфедерации, что и произошло три года спустя. Таким образом, те, кто использовал наименование «либерал-консерватор», были бывшими либералами (или реформистами), которые присоединились к Макдональду до или сразу после конфедерации.

## Liberal Conservative Coalition
На выборах 1957 часовщик Жорж Роллан пытался избраться как кандидат от Liberal Conservative Coalition в торонтском округе Эглинтон. Он занимает последнее место, получив лишь 252 голоса (или 0,7 % общего числа голосов). Либеральная и консервативная партии обе выставили кандидатов в этом округе, так как Роллан не был поддержан ни одной из них.